# Маргаритис, Лорис
Лорис (Ликургос) Маргаритис (25 августа 1895, Эйон — 27 сентября 1953, Афины) — греческий композитор и пианист.

## Биография
Маргаритис родился в городе Эйоне. Уже в девятилетнем возрасте музыкант прославился, исполняя собственные фортепианные сочинения в престижном концертном зале имени Рихарда Вагнера в Мюнхене.
Обучаясь в Берлине и Мюнхене, Маргаритис общался с такими известными деятелями, как Бернхард Ставенхаген, Йозеф Иоахим, Феликс Моттль, Роберт Кан и Бруно Вальтер. После возвращения в Грецию в 1915 году он сотрудничал в Салониках с учеником Мориса Равеля Амилиосом Риадесом и принимал активное участие в создании Государственной консерватории и симфонического оркестра при ней.
В 1925 году Маргаритис женился на своей ученице Иде Розенкранц, с которой они дуэтом гастролировали по всей Европе. Их дом в Салониках стал центром современной музыкальной жизни. В 1928 году Маргаритис преподавал в Моцартеуме в Зальцбурге и входил в жюри престижных международных конкурсов пианистов. В 1930 году он был удостоен почетной награды Венсого союза музыки и песни за свою деятельность как композитор, исполнитель и педагог.

## Творчество
В композиторском творчестве Маргаритис культивировал новый дух музыкального универсализма, исследуя тонкую грань между немецким романтизмом, импрессионизмом и модернизмом и воплощая их в многогранном звуковом контрасте.